# Чекман Валерій Миколайович
Валерій Миколайович Чекман (Чекмонас; нар.. 25 жовтня 1937, за іншими відомостями у 1936 році у Черкаській області — пом.. 17 березня 2004 року у Вільнюсі) — радянський і литовський мовознавець, славіст.

## Життєпис
Після навчання в Київському суворовському училищі (випуск 1955 року) Валерій Чекман закінчив у 1964 році Ростовський державний університет. Свою трудову діяльність він почав у 1964 році в Інституті мовознавства імені Якуба Коласа Академії наук Білоруської РСР. У 1979 році Валерій Чекман переїхав до Литовської РСР. Там він почав читати лекції у Вільнюському університеті, де в 1982 році захистив докторську дисертацію, а через три роки отримав звання професора. У 1988—1999 роках керував кафедрою слов'янської філології Вільнюського університету. У 1995 році Валерій Чекман став головним редактором журналу Slavistica Vilnensis.
З 2000 року він був обраний директором Центру досліджень культурних спільнот Вільнюського університету. Досліджував взаємодії мов, історію і культуру слов'янських народів, зв'язку білоруської і литовської мов. Підготував (спільно з Іреною Чекмонене) підручник литовської мови «Литовська мова для всіх» (у п'яти зошитах 1992—1993; друге видання — 1999)
Похований на кладовищі в Кайренай.